# Boyz n the Hood
Boyz n the Hood er en amerikansk dramafilm fra 1991, skrevet og instrueret af John Singleton. I filmen medvirker Ice Cube, Cuba Gooding Jr., Morris Chestnut, Laurence Fishburne, Nia Long, Regina King og Angela Bassett.
Filmen følger tre unge mænd i en af Los Angeles' ghettoer, hvor skyderier og mord er en normal hverdag.